# Léon Ménabréa
Pour les articles homonymes, voir Ménabréa.
Léon Ménabréa, né le 12 avril 1804 à Bassens et mort le 24 mai 1857 à Chambéry (duché de Savoie), est un magistrat, poète et historien savoyard.

## Biographie

### Origine
Léon-Camille Ménabréa naît le 12 avril 1804, dans la maison familiale dite château du Lambert, Bassens, dans la banlieue de Chambéry,. Il est le fils d'Octave Ménabréa et de Marguerite Pillet,. Son père est avocat, mais il s'engage contre les révolutionnaires français comme commandant de la Garde nationale, s'opposant notamment aux troupes françaises en 1801. Il se réfugie à la suite de la seconde insurrection anti-jacobine des « Socques » en Savoie et s'installe à Chambéry. Les Ménabréa, parfois écrit sous la forme Ménèbre, sont originaires de Verrès en Vallée d'Aoste, où son grand-père, Georges Ménabréa, est notaire. Sa mère, Marguerite Pillet, est la fille du docteur Amédée Pillet, issu d'une famille de notables savoyards,.
Il est le frère aîné d'Élisa, qui épouse le comte Gaspard Brunet, intendant général à Gênes et député de la Savoie, et de Louis-Frédéric, diplomate et homme d'État italien,.

### Carrière
Léon Ménabréa est fait docteur en droit de l'université de Turin, en 1827. Il revient en Savoie où il exerce la fonction de juge de mandement à Modane, avant de poursuivre sa carrière comme substitut avocat général à la cour d'appel de Chambéry, puis de devenir, en 1851, conseiller de cette même cour.
Le 30 décembre 1843, par lettres de noblesse du roi Charles-Albert de Sardaigne, il est anobli avec son frère.
En 1849, sous l'influence de son frère, il est secrétaire diplomatique lors de la signature de la paix.

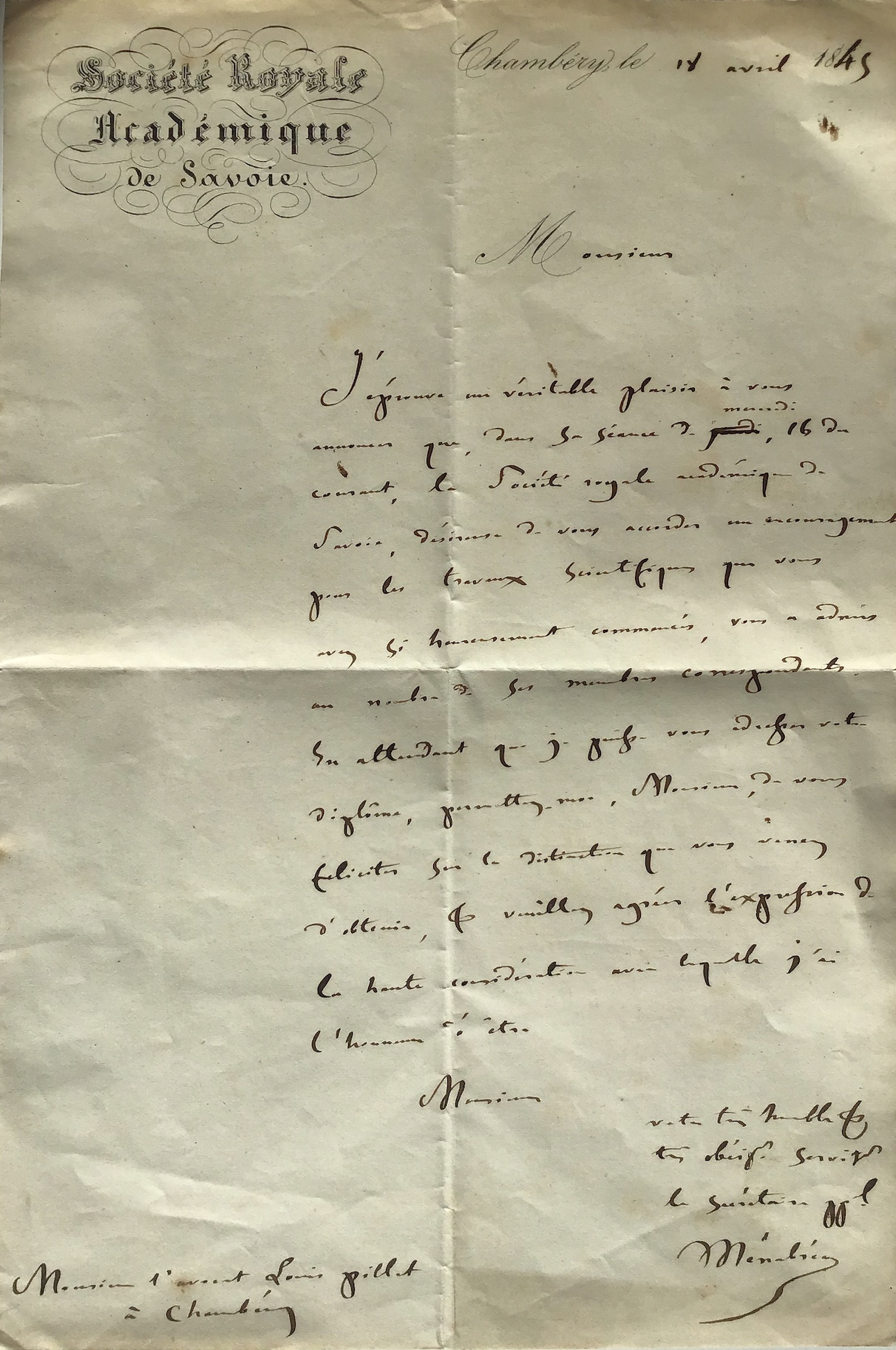
Nomination de Louis Pillet, membre correspondant de la Société royale académique de Savoie, signée de Léon Ménabréa.

Passionné d'histoire locale, il est élu le 5 juillet 1839 (1849 ?) à l'Académie des sciences, belles-lettres et arts de Savoie, avec pour titre académique Effectif (titulaire), avant d'en devenir secrétaire perpétuel. Il en devient secrétaire perpétuel,. Il est membre non-permanent de l'Académie royale de Turin et membre de la députation des études historiques en Piémont. Il est considéré comme le « vrai créateur de l'école historique savoyarde avec ses œuvres magistrales sur la marche des études historiques en Savoie et en Piémont (...) ». 
Il a été fait chevalier de l'ordre des Saints-Maurice-et-Lazare, de l'ordre de Charles III d'Espagne, ainsi que de l'ordre du Christ (Portugal).
Léon Ménabréa se suicide en 1857, à Chambéry.

## Ouvrages
Une liste des ouvrages ou écrits de Léon Menabrea est donnée sur le site de Sabaudia.org.
- Les Alpes historiques :
  - Première étude : Montmélian et les Alpes, Impr. de Puthod, 1841, 634 pages.
  - Des origines féodales dans les Alpes occidentales, Imprimerie royale de Turin, paru en 1865, 596 pages.
- De l’origine, de la forme et de l’esprit des jugements rendus au Moyen Âge contre les animaux, Mémoires de l'Académie de Savoie, 1846, 161 pages.
- De l'organisation militaire au Moyen Âge d'après des documents inédits, Puthod, 1848, 48 pages.
- Histoire municipale et politique de Chambéry écrite en entier d'après des documents inédits, A. Perrin Chambéry, 1847.(inachevé)
- Histoire de Chambéry depuis son origine jusqu'à la fin du XVIIe siècle, 1848 (inachevé)
- Chroniques de Yolande de France, duchesse de Savoie, sœur de Louis XI (documents inédits), Chamerot, 1859, 312 pages.